# Philipp Harnoncourt (Regisseur)
Philipp Harnoncourt (* 20. September 1955 in Wien) ist ein österreichischer Regisseur, Dramatiker und Lichtgestalter.

## Biografie
Der Sohn von Alice Harnoncourt und Nikolaus Harnoncourt war von Jugend an im Theaterbetrieb tätig. Zunächst gestaltete er für zahlreiche Opern-, Tanz- und Theaterproduktionen das Licht- und Bühnendesign. Angeregt von ersten Erfahrungen mit dem Barockopernzyklus des Wiener Schauspielhauses betätigt er sich seit Mitte der 1990er zunehmend auch als Regisseur. Als Autor von Theaterstücken trat Philipp Harnoncourt ebenfalls in Erscheinung.
1993 bis 2002 fungierte Philipp Harnoncourt als technischer Leiter des Wiener Tanz-Festivals ImPulsTanz, zudem hatte er in der Opernsaison 2000/01 die Betriebsleitung des Wiener Schauspielhauses unter Hans Gratzer inne. 2006–2008 inszenierte er jährlich eine Oper beim Klassikfestival „Kultur im Schloss Kirchstetten“.

## Ausgewählte Arbeiten

### Als Lichtgestalter
- 1996: Persephone bei der Art Carnuntum, Regie: Robert Wilson
- 1996: Wiener Blut für das Wiener Staatsopernballett, Choreografie: Renato Zanella
- 1996: Der Zigeunerbaron im Wiener Konzerthaus, Regie: Jürgen Flimm, Dirigent: Nikolaus Harnoncourt
- 1998: Hirlanda sirene Operntheater, Regie: Kristine Tornquist
- 2000: Sacre Material bei ImPulsTanz, Choreografie: Christine Gaigg
- 2007: Über Tiere von Elfriede Jelinek am Theater am Neumarkt Zürich, und im Tanzquartier Wien, Choreografie: Christine Gaigg

### Als Regisseur
- 1996: Sommernachtstraum (Felix Mendelssohn Bartholdy) bei der styriarte und im Wiener Konzerthaus
- 2001: Piramo e Tisbe (Johann Adolph Hasse) im Wiener Schauspielhaus
- 2002: Pagliacci (Ruggero Leoncavallo) an der Nationaloper Kiew
- 2005: Pygmalion (George Bernard Shaw) für Theater Absolut
- 2005: Der Bettelstudent (Carl Millöcker) am Tiroler Landestheater
- 2006: Die Schuldigkeit des ersten Gebots (Wolfgang Amadeus Mozart) am Theater an der Wien
- 2006: Die Zauberflöte (W. A. Mozart) bei den Opernfestspielen Heidenheim
- 2006: Così fan tutte (W. A. Mozart) bei Kultur im Schloss Kirchstetten
- 2007: Hoffmanns Erzählungen (Jacques Offenbach) bei den Ostseespielen Stralsund des Theater Vorpommern
- 2007: Die Entführung aus dem Serail (W. A. Mozart) bei Kultur im Schloss Kirchstetten
- 2007: Hänsel und Gretel (Engelbert Humperdinck) im Ballhaus Rosenheim
- 2008: Alcione (Marin Marais) im Odeon Wien als erste szenische Aufführung dieser Oper seit 237 Jahren
- 2008: Idomeneo (W. A. Mozart) bei der styriarte in Co-Regie mit Nikolaus Harnoncourt
- 2008: La Cenerentola (Gioachino Rossini) bei Kultur im Schloss Kirchstetten
- 2009: The Last Supper (Harrison Birtwistle), Neue Oper Wien
- 2010: Engel aus Feuer (Sergej Prokofieff), Odeon
- 2011: Rodelinda (Händel), Theater an der Wien
- 2013: Barbe-Bleue (J. Offenbach) Graz
- 2015: Der Zigeunerbaron (Johann Strauss (Sohn)), Schlossfestspiele Langenlois
- 2016: Im weißen Rössl (Ralph Benatzky), Schlossfestspiele Langenlois
- 2016: Porgy and Bess (George Gershwin), Teatro alla Scala, Dirigent: Alan Gilbert
- 2023: Aida (Giuseppe Verdi), Oper Burg Gars, Gars am Kamp

### Als Dramatiker
- Sei Partisan!, UA 1987, Wien
- Orfeus und Eurydike auf Alpha Centauri, UA 1996, Klagenfurt
- Ein Tag in Khaleds Garten
- Der Blaue Ochs